# Ganz-MÁVAG
Ganz-MÁVAG era una planta de industria pesada en Budapest, que existió entre 1959 y 1987.

## Historia
Como los líderes de la política industrial en ese momento decidieron detener la producción de locomotoras de vapor y desarrollar vigorosamente la producción de locomotoras diésel, no parecía conveniente operar por separado Ganz y MÁVAG, el fabricante y fusionada: desde el 1 de enero de 1959, las dos plantas continuaron operando como una sola compañía, Ganz–MÁVAG Mozdony, Vagones Gépgyár (Fabricante de locomotoras, vagones y máquinas Ganz-MÁVAG).
Debido a la falta de pedidos y al aumento de la deuda, Ganz-MÁVAG se cerró en diciembre de 1987, y se establecieron varias empresas más pequeñas en su territorio, una parte importante de la cual puede vincularse con comerciantes chinos. Los objetivos industriales originales fueron llevados adelante por Ganz Motor Kft. (Componentes de vehículos ferroviarios, motores diésel) y Ganz Energetikai Gépgyártó Kft. (Máquinas de agua, centrales nucleares y equipos de la industria petrolera) en algunas naves industriales al final del milenio.